# Németország a Junior Eurovíziós Dalfesztiválokon
Németország négy alkalommal vett részt a Junior Eurovíziós Dalfesztiválon.
A német műsorsugárzó a KiKA, amely a német állami televíziós csatornák (ARD és ZDF) táborába tartozik, 1952 óta tagja az Európai Műsorsugárzók Uniójának, és 2020-ban csatlakozott a versenyhez.

## Története

### Évről évre
Németország eredetileg résztvevője lett volna a legelső dalversenynek, de végül visszaléptek. Majd ugyanez történt a következő évben is. Ennek ellenére 2003-ban, 2015-ben és 2016-ban közvetítették a versenyt.
Több évnyi megfigyelés után végül 2020. július 8-án bejelentette a német műsorsugárzó, hogy először részt vesznek a gyermek versenyen. Első versenyzőjük Susan Stronger with You című dalával az utolsó helyen végzett 66 ponttal. A következő évben ismét rossz eredményt értek el, tizenhetedikek lettek. 2022. augusztus 2-án bejelentették, hogy két év versenyzés után nem vesznek rész a jereváni versenyen. 2023-ban visszatértek, ekkor érték el legjobb helyezésüket. FIA kilencedik lett, dala, az Ohne Worte pedig az eddigi legtöbb pontot összegyűjtött német dal lett 107 ponttal. 2024-ben tizenegyedikek lettek.

### Nyelvhasználat
Németország négy versenydala közül egy német nyelven, három német és angol kevert nyelven hangzott el.
2023-as daluk produkciója tartalmazott jelnyelvi részleteket, valamint többször ismételt kifejezéseket angol, francia és spanyol nyelven is.

### Nemzeti döntő
Németország eddigi részvétele során mindig nemzeti válogatóval választotta ki előadóját és dalát. 2020-ban Dein Song für Warschau címmel rendezték meg a műsort, ami hosszas casting után két adás követett szeptember 1-jén és 2-án. Mindkét adásban öten versenyeztek, akik a gyermek dalversenyre íródott dalokat (See You Later és Stronger with You) énekeltek. A végeredményt egy öttagú zsűri hozta meg, akik Susant választották, hogy képviselje az országot Varsóban. A dalfesztiválon való rossz szereplés után a műsor változásokon ment át. Ebben az évben Junior ESC - Wer fährt nach Paris? címmel folytatódott a válogatóműsor, ami először ugyanúgy, mint az előző évben, castinggal kezdődött. Újítás volt, hogy bevezetésre került egy online szavazós forduló, ahol öten szerepeltek, akik feldolgozásokat énekeltek. Innen a három legtöbb szavazatot begyűjtött előadó jutott tovább a döntőbe, amit szeptember 10-én rendeztek. Ezúttal is két erre az alkalomra íródott dallal versenyeztek a gyerekek, a zsűri csak értékel, egyedül a nézők döntötték el ki legyen a nyertes és képviselje Németországot a gyermek Eurovízión.

## Résztvevők
| Év   | Előadó  | Dal                  | Magyar fordítás               | Helyezés | Pontszám |
| ---- | ------- | -------------------- | ----------------------------- | -------- | -------- |
| 2020 | Susan   | Stronger with You    | Erősebb veled                 | 12.      | 66       |
| 2021 | Pauline | Imagine Us           | Képzelj el minket             | 17.      | 61       |
|      |         |                      |                               |          |          |
| 2023 | FIA     | Ohne Worte           | Szavak nélkül                 | 9.       | 107      |
| 2024 | Bjarne  | Save the Best for Us | Mentsd meg a legjobbat nekünk | 11.      | 71       |

## Szavazástörténet

### 2020–2024
| Hely | Ország        | Pont |
| ---- | ------------- | ---- |
| 1.   | Franciaország | 32   |
| 2.   | Spanyolország | 24   |
| 3.   | Örményország  | 22   |
| 4.   | Lengyelország | 20   |
| 5.   | Ukrajna       | 20   |
| 6.   | Grúzia        | 16   |
| 7.   | Hollandia     | 15   |
| 8.   | Málta         | 15   |
| 9.   | Portugália    | 12   |
| 10.  | Oroszország   | 11   |

| Hely | Ország          | Pont |
| ---- | --------------- | ---- |
| 1.   | Franciaország   | 13   |
| 2.   | Grúzia          | 11   |
| 3.   | Kazahsztán      | 9    |
| 4.   | Észtország      | 8    |
| 5.   | Szerbia         | 7    |
| 6.   | Málta           | 6    |
| 7.   | Ukrajna         | 6    |
| 8.   | Örményország    | 5    |
| 9.   | Írország        | 5    |
| 10.  | Észak-Macedónia | 4    |
| 10.  | Hollandia       | 4    |

Németország még sosem adott pontot a döntőben a következő országoknak: Ciprus, Olaszország és Szerbia
Németország még sosem kapott pontot a döntőben a következő országoktól: Azerbajdzsán, Ciprus, az Egyesült Királyság, Oroszország, San Marino és Spanyolország

## Háttér
| Év   | Rendező    | Kommentátor          | Pontbejelentő    |
| ---- | ---------- | -------------------- | ---------------- |
| 2003 | Koppenhága | N/A                  | Nem vettek részt |
| 2015 | Szófia     | Thomas Mohr          | Nem vettek részt |
| 2016 | Valletta   | Thomas Mohr          | Nem vettek részt |
| 2020 | Varsó      | Bürger Lars Dietrich | Olivia           |
| 2021 | Párizs     | Consi                | Venetia          |
| 2022 | Jereván    | Consi                | Nem vettek részt |
| 2023 | Nizza      | Consi                | Vivienne Craig   |
| 2024 | Madrid     | Consi                | N/A              |

## Lásd még
- Németország az Eurovíziós Dalfesztiválokon